# Titó
Àngel Navarro Romero, conegut com el Titó és un MC i productor de Sabadell (Barcelona), component del grup Falsalarma juntament amb el seu germà El Santo (David Navarro Romero, MC).
El 2004, va publicar un Maxi CD en solitari, De valeroso espíritu amb dues cançons i les seves respectives instrumentals, una d'elles dedicada a la seva mare, malalta de càncer. El 2005, edita un nou LP amb Falsalarma, titulat Alquimia, i on es veu desenvolupada la seva faceta com a productor, ja que produeix la meitat de les instrumentals del disc. Aquesta faceta com a productor es veu ampliada l'any 2006, amb la publicació del disc Barna Files, on col·laboren diversos mc's reconeguts del panorama barceloní, com per exemple Juan Profundo, Tremendo, Ose o Payo Malo, a més d'altres "cares noves", com Seismo, Ferran MDS i Efrén, i en paral·lel segueix en el grup Falsalarma.